# Új Magyarország Vidékfejlesztési Program

## A vidékfejlesztés fogalma, feladata
Az Európai Unió (EU) értelmezésében az a terület számít vidéki térségnek, ahol a népsűrűség 100 fő/km² alatt van, és ahol a lakosság jelentős hányada mező-, erdő-, vad- vagy halgazdaságból él. A 27 európai uniós tagország lakosságának több mint 56%-a vidéki térségekben él, amelyek együttesen az Európai Unió összterületének 91%-át alkotják.
A vidékfejlesztés nem egy ágazat, sokkal inkább azok összessége, együttes hatása. Felöleli a mezőgazdaságot, az ipart, a mikro-, kis- és középvállalkozásokat, a vidéki turizmust, a területfejlesztést, az önkormányzati- és szociálpolitikát, nem utolsósorban pedig a humán erőforrások és a közösségek fejlesztése is ide tartozik. Fő célja a vidéki népesség elvándorlásának megelőzése, a lakosság számára vonzó élet- és munkakörülmények megteremtése a helyi erőforrások átgondolt, integrált és fenntartható hasznosításával, a városi környezetben megszokott szolgáltatások minél nagyobb mértékben elérhetővé tételével.
A vidékfejlesztés további fontos célja a lakosságot arra ösztönözni, hogy a mezőgazdaságból származó jövedelemforrásokon túl alternatív megélhetési és foglalkoztatási lehetőségeket találjanak, például a vállalkozásfejlesztési támogatások segítségével. Fontos felismerni, hogy a vidéki térségek épített, kulturális és természeti értékeinek megóvása és megújítása a vidéki környezetet nem csak az ott élők számára teszi vonzóbbá, hanem a vidéki turizmus és az ehhez társuló kereskedelmi szolgáltatások fejlesztéséhez is hozzájárul. A sikeres vidékfejlesztés magában hordozza az ágazatok együttműködését, a térségben megvalósítandó fejlesztések egymásra épülését, a helyi vállalkozói, civil, önkormányzati szférák összefogását, és a jövőképpel rendelkező aktív vidéki társadalom kialakulását.

## Az ÚMVP
Az Európai Unió Tanácsa a 2007-es pénzügyi évtől kezdődően jelentős változásokat léptetett életbe a közösségi agrártámogatások feltételeit és szabályait illetően. Ennek részeként a 2007-2013 közötti időszakra az összes mezőgazdasági célú vidékfejlesztési támogatás egy alapba, az Európai Mezőgazdasági Vidékfejlesztési Alapba (EMVA) összpontosul. Az EMVA-ból nyújtandó vidékfejlesztési támogatás lehívására a tagállamoknak vidékfejlesztési stratégiát, végrehajtására pedig vidékfejlesztési programot kellett kidolgozniuk. A széles körű társadalmi partnerségben megalkotott Új Magyarország Vidékfejlesztési Programot az Európai Unió Vidékfejlesztési Bizottsága 2007. szeptember 20-án, egyhangú szavazással fogadta el.
Az ÚMVP intézkedésein keresztül 5 milliárd eurónak, a mindenkori árfolyam függvényében mintegy 1300 milliárd forintnak megfelelő támogatás hívható le, jórészt az agrárium versenyképességét javító, a természeti és a vidéki épített környezet értékeinek megőrzését célzó, illetve térségi gazdaságélénkítési beruházásokra.

## Az ÚMVP szervezeti felépítése és társszervezetei
Az ÚMVP végrehajtásának felelőse az ÚMVP Irányító Hatósága (IH), a Vidékfejlesztési Minisztérium (VM). Az ÚMVP IH vezetője dr. Forgács Barnabás, az VM közösségi ügyekért felelős szakállamtitkára, e poszton elődje Ficsor Ádám volt, aki jelenleg a miniszterelnök kabinetfőnöke. Az ÚMVP lebonyolításának szakmai feladataiban részt vesz az FVM Agrár-vidékfejlesztési Főosztály (FVM AVF) és a minisztérium Nemzetközi Főosztálya, az FVM Vidékfejlesztési, Képzési és Szaktanácsadási Intézet (FVM VKSZI), a Mezőgazdasági és Vidékfejlesztési Hivatal (MVH), az ügyfelekhez legközelebb pedig a 2007. óta minden vidéki kistérségben jelen lévő Helyi Vidékfejlesztési Irodák (HVI), nem utolsósorban pedig a 2008-ban megalakult 96 LEADER Helyi Akciócsoport (LEADER HACS).
Az FVM VKSZI a közép- és felsőfokú mezőgazdasági szakképzés koordinációján túl kiterjedt agrár-szaktanácsadó hálózatot működtet. Az ÚMVP vidékfejlesztési intézkedései vonatkozásában operatív és módszertani tanácsadói, programfejlesztési és kommunikációs tevékenységet folytat, segíti a helyi fejlesztési stratégiák elkészítését és megvalósulásuk nyomon követését, biztosítja a vidékfejlesztési hálózat szakmai hátterét.

A HVI-k 173 vidéki kistérségre kiterjedő hálózata stabil, kiszámítható és helyben elérhető szakmai tanácsadó bázist jelent a fejlesztési elképzelésekkel rendelkező vidéki szereplők számára.

Az MVH az EMVA-források kifizető ügynöksége. Feladatai közé tartozik a támogatási kérelmek befogadása, elbírálása, engedélyezése, a támogatások folyósítása, a szükséges adatok begyűjtése, feldolgozása és kezelése, valamint a területi és pénzügyi ellenőrzések előírt gyakoriságú elvégzése.
 Archiválva 2009. február 21-i dátummal a Wayback Machine-ben
A Magyar Nemzeti Vidéki Hálózat (MNVH) a vidékfejlesztési szereplők egymás közötti szakmai együttműködésének biztosít keretet, részint a már működő szakmai hálózatok összefogásával. A hálózatba regisztrálhat minden olyan természetes személy, vállalkozás, helyi önkormányzat, egyház, köztestület és civil szervezet, aki aktívan részt kíván venni a vidékfejlesztésben.
 Archiválva 2009. március 27-i dátummal a Wayback Machine-ben
A LEADER HACS-ok a vidékfejlesztés motorjai a vidéki közösségekben. A LEADER kifejezés a "Liaison Entre Actions pour le Development de l'Economie Rurale" (Közösségi Kezdeményezés a vidék gazdasági fejlesztése érdekében) francia elnevezésből képzett betűszó. A 96 megalakult magyar LEADER Helyi Akciócsoport céljaik megvalósításához átlagosan 1,8-2,2 milliárd forint támogatásban részesül. Az alapító tagok - önkormányzatok, vállalkozások és civil szervezetek – a térségek adottságaira építve és a helyi kihívásokat ismerve 2013-ig szóló helyi vidékfejlesztési stratégiáikat dolgoztak ki. A közösségeket több mint 12 000 helyi szereplő alkotja, a programban 3021 település érintett.

## Az ÚMVP intézkedéscsoportjai, tengelyei
Az ÚMVP támogatásai négy intézkedéscsoportba sorolhatók.
I. tengely: A mezőgazdasági és erdészeti ágazat versenyképességének javítása
Az ÚMVP összköltségvetésének 47%-a fordítható a hazai agrárium versenyképesebbé tételére. Az állattartás körülményeinek javítása, a kertészet modernizálása és a megújuló energiaforrások elterjesztése a legfontosabb feladatok az intézkedések sorában. Az üzemek korszerűsítése mellett az erdészeti fejlesztésekre is jut támogatás.
Információ az I. tengely intézkedéseiről és a támogatási jogcímeiről: 
II. tengely: A környezet és a vidék fejlesztése
Az agrár-környezetgazdálkodási intézkedéscsoport a vidéki területek környezettudatos fejlődéséhez a fenntartható tájhasználat kialakításán, a környezeti terhelés csökkentésén, a környezetvédelmi szolgáltatások biztosításán, az erdőterületeken végzett beruházások támogatásán keresztül járul hozzá. Részesedése az ÚMVP költségvetéséből 32%.
Információ a II. tengely intézkedéseiről és a támogatási jogcímeiről: 
III. tengely: A vidéki élet minősége és a vidéki gazdaság diverzifikálása
A vidékfejlesztést érintő intézkedések a vidéki térségben élők jövedelemtermelési lehetőségeinek és életminőségének javítására hivatottak. Az intézkedéscsomag a falu népességmegtartó erejét kívánja szolgálni új és már meglévő mikrovállalkozások fejlesztésével, agrárágazaton kívüli munkahelyteremtéssel és helyi piacok létrehozásával. A vidéki örökség megőrzése, a turizmus- és falufejlesztés képezik még a III. tengely gerincét. A fejlesztések kivitelezése során a LEADER-megközelítés alapvető fontossággal bír.
Információ a III. tengely intézkedéseiről és a támogatási jogcímeiről: 
IV. tengely: LEADER Program
A LEADER kezdeményezés célja a vidéken élők segítése és bátorítása annak érdekében, hogy térségük hosszabb távú fejltesztési igényeit közösen gondolják át. A LEADER a kistérségekben lakó emberek kreativitására épül, s arra ösztönzi a helyi szervezeteket, intézményeket, vállalkozásokat, hogy együttműködve hozzanak döntéseket a térség hosszú távú fejlődéséről. A program legfőbb erénye, hogy a nyertes helyi közösségek az EU-tól lehívható pénzek felhasználásáról valós igényeken és saját fejlesztési elképzeléseiken nyugvó akcióterveik sikeres elbírálása után helyben, saját maguk döntenek.

## Külső hivatkozások
- http://web.archive.org/web/20100531171249/http://www.umvp.eu/
- http://web.archive.org/web/20100430011313/http://www.fvm.hu/
- https://web.archive.org/web/20100806094215/http://www.vati.hu/